# Union démocrate pour les consommateurs
Pour les articles homonymes, voir UD.
L'Union démocrate pour les consommateurs (Unione democratica per i consumatori, UDpC) est un petit parti politique centriste italien, issu de l'aile modérée de La Marguerite refusant la fusion du centre-gauche chrétien avec les Démocrates de gauche, majoritairement ex-communistes, au sein du Parti démocrate.
L'UD, fondée en septembre 2007 et qui a, depuis sa création, enregistré l'adhésion des Consommateurs unis, n'a pas encore arrêté sa position pour les élections  politiques de 2008 mais a présenté un candidat Premier en la personne de Bruno De Vita qui n'a obtenu que 0,25 % des voix (et 0,24 % au Sénat).